# Zvornik
Zvornik (szerbül: Зворник, IPA: [zʋɔ̌rniːk]) város Bosznia-Hercegovinában, a Boszniai Szerb Köztársaságban. Lakosainak száma 63 686 fő (2013).

## Fekvése
A Drina folyó bal partján található. A várossal szemközt, a folyó túlpartján, Szerbiában Mali Zvornik („kis Zvornik”) fekszik. A városhoz tartozó Kula Grad faluban épült fel a zvorniki erőd a 12. században.

## Története
Zvornik első írásos említése 1410-ből származik, akkor még Zvonik azaz „harangtorony” névvel. Elhelyezkedéséből adódóan fontos kereskedelmi csomóponttá vált, többek között a Szarajevóból Belgrádba tartó kereskedelmi útvonal is keresztezte a települést. Első erődjét a 7. században építették a Mlađevac hegyvidéken.

### Török uralom
Az oszmán uralom alatt a Zvornik szandzsák székhelye volt, a Boszniai elajetben. Ezt a szerepet első sorban a gazdasági és stratégiai szerepe miatt érdemelte ki a város. A zvorniki szandzsák egyike volt az Oszmán Birodalom hét szandzsákjának (Vidin, Nikápoly Pozsega, Szendrő és Mohács mellett), ahol kiemelt szerepet játszott a hajógyártás.

### Második világháború
A második világháború idején, 1941 áprilisában a Független Horvát Állam usztasái Bosznia nagy részét, köztük Zvornikot is megszállták, majd 1943 júliusában Jugoszlávia Első Proletár Brigádja szabadította fel.

### Boszniai háború
A boszniai háború alatt Zvornik bosnyák lakosai ki lettek utasítva. Az első jugoszláv félkatonai alakulatok 1992. április 8-án lépték át a határt. 1992 áprilisa folyamán európai tudósítók naponta jelentettek újabb szerb fegyveres támadásokról és a bosnyák lakosság tömeges mészárlásáról Zvornikban és a szomszédos falvakban.
1992. május 19-én a Jugoszláv Néphadsereg szerb félkatonai önkéntesekkel együtt elfoglalták a várost és a szemközti Mali Zvornikot is. A megszállók Karakaj és Čelopek elővárosait használták fel a helyi bosnyákok bebörtönzésére és kivégzésére. A fennmaradt bosnyák és nem szerb lakosságot koncentrációs táborokba és fogdákba zárták. A háború folyamán a környék valamennyi mecsetét lerombolták, elpusztították.

## Népessége
Lakossága 2013-ban 58 856 fő volt. A népességnek közel kétharmada szerb.
| Nemzetiségi csoport | Népesség 1991 | Népesség 2013 |
| ------------------- | ------------- | ------------- |
| Szerb               | 27 254        | 38 579        |
| Bosnyák/Muszlim     | 37 785        | 19 855        |
| Horvát              | 107           | 106           |
| Egyéb               | 2 071         | 316           |
| Összesen            | 67 217        | 58 856        |

## Fordítás
- Ez a szócikk részben vagy egészben  a   Zvornik című angol Wikipédia-szócikk fordításán alapul.  Az eredeti cikk szerkesztőit annak laptörténete sorolja fel. Ez a jelzés csupán a megfogalmazás eredetét és a szerzői jogokat jelzi, nem szolgál a cikkben szereplő információk forrásmegjelöléseként.